# Santo Stefano di Rogliano
Santo Stefano di Rogliano là một đô thị và cộng đồng (comune) ở tỉnh Cosenza trong vùng Calabria miền nam nước Ý.
Đô thị San Marco Argentano có diện tích ki lô mét vuông, dân số thời điểm năm 2007 là người.
Đô thị này có các đơn vị dân cư (frazioni) sau: